# Better Call Saul
Better Call Saul is een Amerikaanse televisieserie uit 2015 bedacht door Vince Gilligan en Peter Gould. De serie is een spin-off van Breaking Bad. Better Call Saul volgt het leven van advocaat en ex-zwendelaar James "Jimmy" McGill (Bob Odenkirk), vanaf ongeveer zes jaar voor en kort na de gebeurtenissen van Breaking Bad. De eerste aflevering werd op 8 februari 2015 uitgezonden op de Amerikaanse televisiezender AMC. Het zesde en laatste seizoen, waarin de tijdlijn overlapt met die van Breaking Bad, ging op 18 april 2022 in première.

## Ontwikkeling
In april 2013 werd aangekondigd dat er aan een spin-offserie rond het personage Saul Goodman werd gewerkt door Vince Gilligan, de bedenker van Breaking Bad, en scenarioschrijver Peter Gould. Laatstgenoemde schreef de aflevering van Breaking Bad waarin Saul werd geïntroduceerd.
Tijdens de onderhandelingen met AMC kwam streamingdienst Netflix met het aanbod van een websyndicatie. Dit werd echter van tafel geschoven. Uiteindelijk gaf AMC groen licht voor een reeks uurlange afleveringen.
De spin-off wordt geproduceerd door Sony Pictures Television en AMC en wordt in Amerika uitgezonden op AMC.

## Rolverdeling

### Hoofdrollen
| Acteur             | Personage                | Seizoen | Seizoen | Seizoen | Seizoen | Seizoen | Seizoen | Totaal |
| Acteur             | Personage                | 1       | 2       | 3       | 4       | 5       | 6       | Totaal |
| ------------------ | ------------------------ | ------- | ------- | ------- | ------- | ------- | ------- | ------ |
| Bob Odenkirk       | James "Jimmy" McGill     | 10 afl. | 10 afl. | 10 afl. | 10 afl. | 10 afl. | 13 afl. | 63     |
| Rhea Seehorn       | Kimberly "Kim" Wexler    | 9 afl.  | 10 afl. | 10 afl. | 10 afl. | 10 afl. | 11 afl. | 60     |
| Jonathan Banks     | Mike Ehrmantraut         | 10 afl. | 10 afl  | 8 afl.  | 10 afl. | 10 afl. | 11 afl. | 59     |
| Patrick Fabian     | Howard Hamlin            | 8 afl.  | 9 afl.  | 8 afl.  | 5 afl.  | 6 afl.  | 7 afl.  | 43     |
| Giancarlo Esposito | Gustavo "Gus" Fring      |         |         | 7 afl.  | 10 afl. | 9 afl.  | 8 afl.  | 34     |
| Michael Mando      | Ignacio "Nacho" Varga    | 4 afl.  | 7 afl.  | 6 afl.  | 6 afl.  | 7 afl.  | 3 afl.  | 33     |
| Michael McKean     | Charles "Chuck" McGill   | 9 afl.  | 7 afl.  | 9 afl.  | 2 afl.  |         | 1 afl.  | 28     |
| Tony Dalton        | Eduardo "Lalo" Salamanca |         |         |         | 3 afl.  | 8 afl.  | 5 afl.  | 16     |

### Bijrollen
| Acteur             | Personage              | Seizoen | Seizoen | Seizoen | Seizoen | Seizoen | Seizoen | Totaal |
| Acteur             | Personage              | 1       | 2       | 3       | 4       | 5       | 6       | Totaal |
| ------------------ | ---------------------- | ------- | ------- | ------- | ------- | ------- | ------- | ------ |
| Mark Margolis      | Hector Salamanca       |         | 5       | 5       | 5       | 2       | 5       | 22     |
| Kerry Condon       | Stacie Ehrmantraut     | 4       | 4       | 3       | 3       | 3       | 1       | 18     |
| Jeremiah Bitsui    | Victor                 |         |         | 5       | 5       | 4       | 3       | 17     |
| Ray Campbell       | Tyrus Kitt             |         |         | 2       | 6       | 3       | 6       | 17     |
| Cara Pifko         | Paige Novick           |         | 4       | 4       | 3       | 5       |         | 16     |
| Dennis Boutsikaris | Rick Schweikart        | 2       | 2       |         | 4       | 5       | 2       | 15     |
| Josh Fadam         | Joey Dixon             | 1       | 4       | 3       | 2       | 2       | 2       | 14     |
| Ed Begley jr.      | Clifford Main          |         | 5       |         | 1       | 1       | 7       | 14     |
| Tina Parker        | Francesca Liddy        |         |         | 8       | 1       |         | 5       | 14     |
| Rex Linn           | Kevin Wachtell         |         | 3       | 3       | 2       | 4       | 1       | 13     |
| Peter Diseth       | Bill Oakley            | 2       | 1       | 1       | 2       | 3       | 3       | 12     |
| Vincent Fuentes    | Arturo                 |         | 4       | 4       | 3       |         |         | 11     |
| Brandon K. Hampton | Ernesto                | 2       | 5       | 3       | 1       |         |         | 11     |
| Javier Grajeda     | Juan Bolsa             |         |         | 2       | 2       | 3       | 4       | 11     |
| Juan Carlos Cantu  | Manuel Varga           |         | 1       | 4       | 2       | 2       | 2       | 11     |
| Eileen Fogarty     | Mevr. Nguyen           | 3       | 4       |         | 2       |         | 1       | 10     |
| Jessie Ennis       | Erin Brill             |         | 6       | 1       |         |         | 3       | 10     |
| Luis Moncada       | Marco Salamanca        |         | 2       |         | 3       | 1       | 4       | 10     |
| Daniel Moncada     | Leonel Salamanca       |         | 2       |         | 3       | 1       | 4       | 10     |
| Max Arciniega      | Domingo Molina         |         | 1       | 2       | 1       | 3       |         | 7      |
| Joe DeRosa         | Dr. Caldera            | 2       | 1       | 2       | 1       |         | 1       | 7      |
| Rainer Bock        | Werner Ziegler         |         |         |         | 6       |         |         | 6      |
| Lavell Crawford    | Huell Babineaux        |         |         | 1       | 2       | 2       | 1       | 6      |
| Keiko Agena        | Viola Goto             |         |         |         | 3       | 2       | 1       | 6      |
| Stefan Kapicic     | Casper                 |         |         |         | 4       | 1       | 1       | 6      |
| Julie Pearl        | Suzanne Ericsen        |         | 1       |         | 2       | 1       | 2       | 6      |
| Ann Cusack         | Rebecca Bois           |         | 1       | 2       | 2       |         |         | 5      |
| Julie Ann Emery    | Betsy Kettleman        | 4       |         |         |         |         | 1       | 5      |
| Jeremy Shamos      | Craig Kettleman        | 4       |         |         |         |         | 1       | 5      |
| Jean Effron        | Irene Landry           | 2       |         | 2       |         |         | 1       | 5      |
| Laura Fraser       | Lydia Rodarte-Quayle   |         |         | 2       | 1       | 1       |         | 4      |
| Mark Proksch       | Daniel "Pryce" Wormald | 1       | 2       | 1       |         |         |         | 4      |
| Poppy Liu          | Jo                     |         |         |         |         | 3       | 1       | 4      |
| Carol Burnett      | Marion                 |         |         |         |         |         | 4       | 4      |

## Afleveringen
| Nr. | #  | Titel               | Regisseur         | Schrijver(s)                 | Datum uitzending | Datum uitzending |
| --- | -- | ------------------- | ----------------- | ---------------------------- | ---------------- | ---------------- |
| 1 | 1  | Uno                 | Vince Gilligan    | Vince Gilligan & Peter Gould | 8 februari 2015  | 9 februari 2015  |
| Gevlucht uit Albuquerque in het laatste seizoen van Breaking Bad, is Saul Goodman onder een nieuwe identiteit Gene ondergedoken als de argwanende beheerder van een Cinnabon-koffiehuis in Nebraska. Thuis kijkt hij naar zijn advertentie-video uit 2002, een tijdperk vóór het begin van Breaking Bad, waarin James Morgan "Jimmy" McGill (Sauls geboortenaam) zijn werkzaamheden start als pro-Deoadvocaat in Albuquerque. Jimmy woont en werkt vanuit een kleine berging achter in een Vietnamese schoonheidssalon. Zijn broer Chuck is partner in het advocatenkantoor "Hamlin, Hamlin & McGill" (HHM), maar lijdt sinds enige tijd aan elektromagnetische overgevoeligheid, waardoor hij niet meer in staat is zijn huis te verlaten. Jimmy neemt de zorg voor zijn broer op zich en tracht tezelfdertijd zijn eigen carrière een boost te geven. Hij richt zijn pijlen op Craig en Betsy Kettleman, een koppel dat ervan beschuldigd wordt 1,6 miljoen dollar te hebben verduisterd. Wanneer ze hem links laten liggen om met HHM in zee te gaan, bedenkt Jimmy een plan om alsnog geld van hen te kunnen eisen. Hij zet 2 skaters in om een aanrijding met de auto van Betsy te ensceneren. Jimmy zet de achtervolging in, niet wetende dat de skaters er een verkeerde auto hebben uitgepikt. Wanneer hij aanklopt bij het huis waarvoor de beschadigde auto geparkeerd staat, kijkt hij plots recht in de loop van een pistool. Hij wordt samen met de skaters gegijzeld door de gevaarlijke crimineel Tuco Salamanca (uit Breaking Bad), wiens bejaarde moeder achter het stuur zat. |    |                     |                   |                              |                  |                  |
| 2 | 2  | Mijo                | Michelle MacLaren | Peter Gould                  | 9 februari 2015  | 10 februari 2015 |
| Een razende Tuco Salamanca houdt Jimmy samen met de skaters vast in de kelder van zijn woning. Jimmy tracht uit te leggen dat het hele gebeuren een onschuldig misverstand is en dat ze het helemaal niet op zijn oude moeder gemunt hadden. Tuco blijft echter wantrouwig en voert het trio met behulp van enkele handlangers naar de woestijn, waar hij met enkele marteltuigen in de aanslag eist dat Jimmy zijn ware motieven onthult. Nadat Jimmy het gezelschap, met handlanger Nacho voorop, eindelijk van zijn onschuld kan overtuigen, wil Tuco nog steeds de skatebroers vermoorden, daar ze zijn moeder hebben beledigd. Jimmy slaagt erin te onderhandelen waardoor Tuco slechts 1 been van elke broer breekt. Jimmy brengt hen vervolgens naar het ziekenhuis en hoopt het hele voorval zo snel mogelijk te kunnen vergeten. Hij rent zich vervolgens letterlijk en figuurlijk zijn benen uit zijn lijf als pro-Deoadvocaat voor hopeloze verdachten. Later krijgt Jimmy op zijn kantoortje opeens bezoek van Nacho, die hem een plan voorstelt om het verduisterde geld van de familie Kettleman te helpen stelen. Jimmy weigert hieraan mee te werken. Nacho druipt af, maar laat wel zijn nummer achter voor het geval Jimmy zich nog bedenkt. |    |                     |                   |                              |                  |                  |
| 3 | 3  | Nacho               | Terry McDonough   | Thomas Schnauz               | 16 februari 2015 | 17 februari 2015 |
| Tijdens een flashback is te zien hoe Chuck in de gevangenis een bezoek brengt aan de toenmalige student Jimmy, die er is opgesloten op verdenking van een zedendelict. Jimmy vraagt hem om juridische hulp. Terug naar 'heden' 2002, waarbij Jimmy zich zorgen maakt om de familie Kettleman, gezien het wellicht slechts een kwestie van tijd is voordat ze door Nacho zullen worden beroofd. Jimmy besluit hen met een anoniem telefoontje te waarschuwen. Niet veel later komt het nieuws dat de Kettlemans vermist zijn. Jimmy wordt gedwongen op te treden als advocaat van de opgesloten verdachte: Nacho. Na hem gesproken te hebben vermoedt Jimmy dat de Kettlemans hun ontvoering in scène hebben gezet om een nieuw leven te kunnen starten met hun verduisterde geld, maar de politie gelooft niet in die theorie. Gefrustreerd gaat hij zelf op zoek naar hen. Hij weet het gezin uiteindelijk met hulp van zijn plaaggeest parkeerwachter Mike Ehrmantraut te lokaliseren in een natuurgebied in de buurt van hun woning. Ze hebben een tas bij zich met daarin de gestolen 1,6 miljoen dollar. |    |                     |                   |                              |                  |                  |
| 4 | 4  | Hero                | Colin Bucksey     | Gennifer Hutchison           | 23 februari 2015 | 24 februari 2015 |
| In een flashback bezwendelt Jimmy een stapmaatje met de hulp van een schijnbaar dronken slachtoffer. Jimmy stelt in het heden de Kettlemans voor om hen als advocaat te verdedigen, maar daar willen ze nog steeds niet op ingaan. In ruil voor zijn discretie, geven ze Jimmy zwijggeld. Jimmy komt tot het besef dat hij zijn succes niet via deze zaak zal bereiken en gebruikt het geld om een metamorfose te ondergaan. Hij meet zichzelf een nieuw pak en kapsel aan en laat een reuze billboard voor zijn advocatenpraktijk ontwerpen, met een eigen logo dat hij heeft gekopieerd van HHM. Jimmy wordt al snel door HHM voor de rechter gedaagd, die hem verplicht zijn acties binnen 48 uur ongedaan te maken. Hij verzint een nieuw plan om in de aandacht te komen en huurt een nieuwsploeg die het neerhalen van de billboard komt filmen terwijl hij het onrecht becommentarieert. Wanneer de hoogtewerker plots struikelt en een dodelijke val dreigt te maken, snelt Jimmy op heldhaftige wijze te hulp. De media reageren diezelfde avond enthousiast, niet wetende dat het gebeuren in scène is gezet. Bij HHM is de ergernis intussen compleet. |    |                     |                   |                              |                  |                  |
| 5 | 5  | Alpine Shepherd Boy | Nicole Kassell    | Bradley Paul                 | 2 maart 2015     | 3 maart 2015     |
| Chuck pikt voor 5 dollar de plaatselijke krant van zijn overbuurvrouw, die de politie inschakelt. Intussen trekt Jimmy vreemde klanten aan, maar hij ziet wel iets in het opmaken van testamenten. Jimmy en Kim zijn in het ziekenhuis bij de door de plaatselijke politie binnengebrachte Chuck. Als Jimmy moet kiezen tussen gedwongen opname en het voortduren van zijn mantelzorg aan huis voor Chuck, kiest hij het laatste. Hoewel hij het tegenovergestelde suggereert aan de diep zwetende partner Howard, die Jimmy vreest als curator van Chuck. |    |                     |                   |                              |                  |                  |
| 6 | 6  | Five-O              | Adam Bernstein    | Gordon Smith                 | 9 maart 2015     | 10 maart 2015    |
| Mike, een gepensioneerde politieman uit Philadelphia, krijgt op het politiebureau van Albuquerque bezoek van twee politiemensen uit die oude stad. Hij vraagt zijn lastige parkeerklant Jimmy McGill als advocaat en verzoekt hem bij het verlaten van de kamer wat koffie te morsen op de politieman met een opschrijfboekje. Met grote tegenzin werkt Jimmy mee en Mike pikt het opschrijfboekje in. De kijker krijgt de gebeurtenissen uit Philadelphia onthuld. De zoon van Mike, ook politieman, wilde niet meedoen met het verdelen van geld, gebruikelijk binnen dat corps, en werd vermoord. Mike liquideert vervolgens de twee moordenaars van zijn zoon en vlucht naar Albuquerque, waarheen zijn schoondochter en kleindochter hem zijn voorgegaan. Ook tijdens de serie Breaking Bad vervullen zij af en toe een rol. |    |                     |                   |                              |                  |                  |
| 7 | 7  | Bingo               | Larysa Kondracki  | Gennifer Hutchison           | 16 maart 2015    | 17 maart 2015    |
| Mike en Jimmy worden weer ontboden op het politiebureau. Jimmy geeft de jongere politieman uit Philadelphia zijn notitieboekje terug. Gevonden! Mike ontslaat Jimmy als zijn advocaat en praat nog wat na met zijn oudere collega uit Philadelphia. Jimmy belooft hem een vette rekening te sturen. De volgende dag troont Jimmy Kim mee naar zijn nieuwe kantooretage en biedt haar een partnerschap met hoekkamer aan. Ze weigert, want ze heeft nu eenmaal haar zinnen gezet op HHM. Daar krijgt ze ruzie met de Kettlemans, die haar ontslaan als advocaat. Jimmy wordt nu door hen ingehuurd tijdens zijn bingomiddag. Mike steelt 's avonds in opdracht van Jimmy het geld thuis bij de Kettlemans. Jimmy stopt er zijn 30.000 dollar zwijggeld bij en laat het volledig verduisterde bedrag aan de officier van justitie overhandigen. Kim is nu terug als advocaat en kan haar deal met de OJ doordrukken. Achttien maanden cel voor pa Kettleman, zonder proces. Jimmy zegt tegen Mike dat ze elkaar niets meer verschuldigd zijn. Boos neemt Jimmy afscheid van zijn fraaie kantooretage, die hij had gehuurd van het zwijggeld. |    |                     |                   |                              |                  |                  |
| 8 | 8  | RICO                | Colin Bucksey     | Gordon Smith                 | 23 maart 2015    | 24 maart 2015    |
| Jimmy werkte ooit nog in de postkamer van HHM en kreeg zelf een belangrijke brief. Het is hem de derde keer gelukt zijn advocaten-examen schriftelijk te halen aan de universiteit van Amerikaans-Samoa. Vriendin Kim, die als eerste de brief mocht inzien, kust hem op zijn lippen. Broer Chuck regelt stiekem dat hij niet wordt toegelaten als advocaat bij HHM. (Later blijkt dat hij het Samoa-diploma minderwaardig vindt.) Jimmy is in de huidige tijd hard aan het werk zo veel mogelijk testamenten op te maken. Hij frequenteert bejaarden-instellingen van de Sandpiper-keten. Als hij fraude op het spoor komt wordt hem de toegang ontzegd. ’s Nachts steelt hij buiten een vuilniszak met documenten uit een open berging, die door de papiervernietiger zijn gegaan. Samen met zijn broer Chuck bouwt hij een grote zaak op tegen de Sandpiper-keten. Mike past een dagje op zijn kleindochter en geeft zijn schoondochter desgevraagd het advies het politiegeld van Matty zelf te houden. Intussen komen de advocaten van Sandpiper naar Chuck zijn huis. Hun aanbod van een schikking van 100.000 dollar wordt geblokkeerd door de tegeneis van Chuck. Een schikking van 20 miljoen. Het betreft 5 staten en het vervoer van goederen tussen de staten was fout. |    |                     |                   |                              |                  |                  |
| 9 | 9  | Pimento             | Thomas Schnauz    | Thomas Schnauz               | 30 maart 2015    | 31 maart 2015    |
| Het gaat beter met Chuck en de zaak tegen Sandpiper wordt steeds groter. Na ampel overleg besluiten ze HHM in te schakelen. Aldaar krijgt Chuck een groots onthaal bij zijn terugkeer van de 167 medewerkers. Jimmy krijgt een fantastisch aanbod van 20% van de uiteindelijke schikking en een inbreng-beloning van 20.000 dollar. De deal klapt op het feit dat Jimmy geen kantoorkamer krijgt bij HHM omdat hij er niet mag werken. Mike krijgt een baantje als beveiliger van een sukkelige medicijnendief. Mike blijkt meer van dit wereldje te weten dan zijn opdrachtgever als Nacho opduikt als koper. Jimmy komt er na een gesprek met Kim en later met Chuck achter wat er allemaal achter zijn rug om is gebeurd. Chuck heeft Howard opgedragen Jimmy buiten de deal te houden. Desgevraagd doceert Chuck dat Jimmy met zijn neppapiertje geen echte advocaat is. Jimmy verlaat diep geschokt zijn broer en zijn mantelzorgadres. Hij belooft er niet meer terug te komen. |    |                     |                   |                              |                  |                  |
| 10 | 10 | Marco               | Peter Gould       | Peter Gould                  | 6 april 2015     | 7 april 2015     |
| In een terugblik zien we Jimmy in Cicero als "Slippin’ Jimmy" afscheid nemen van zijn zwendelmaatje Marco. Na zijn vrijlating uit de gevangenis gaat hij in Albuquerque werken in de postkamer van HHM, het advocatenkantoor van zijn broer Chuck. Jimmy legt nu Howard uit na een jaar wat mantelzorg voor Chuck inhoudt. HHM moet dit nu overnemen. Hij draagt de Sandpiper-zaak alsnog toch over voor 20.000 dollar en uitzicht op 20% van de fee. Tijdens een bingo-middag valt presentator Jimmy uit zijn rol en verlaat het pand. We zien hem terug in Cicero in een bar om zijn maatje Marco weer op te zoeken en hun zwendeltrucs weer op te voeren. Na een week moet Jimmy terug maar hij doet op uitdrukkelijk verzoek nog een laatste Rolex-truc met Marco, die erin blijft na een hartaanval. Na een telefoontje van Kim gaat hij versneld terug na de uitvaart van Marco naar Albuquerque. Aldaar heeft HHM de Sandpiper-zaak gedeeld met de collega’s uit Santa Fe, de firma Davis&Main. Laatstgenoemde willen Jimmy een partnerschap aanbieden. Maar Jimmy keert om voordat hij hen heeft gesproken. Hij praat even bij met parkeerwacht Mike en verdwijnt met Marco’s song Smoke on the Water uit beeld. |    |                     |                   |                              |                  |                  |

| | #  | Titel               | Regisseur         | Schrijver(s)                    | Datum uitzending  | Datum uitzending |
| --- | -- | ------------------- | ----------------- | ------------------------------- | ----------------- | ---------------- |
| 11 | 1  | Switch              | Thomas Schnauz    | Thomas Schnauz                  | 15 februari 2016  |                  |
| In een vooruitblik sluit "Gene" zich per ongeluk op in de afvalcontainerruimte van een winkelcentrum in Omaha, maar omdat hij zijn verleden wil geheimhouden kan hij de nooduitgang niet openen omdat de politie verwittigd zou worden. Nadat iemand hem eindelijk naar buiten laat, worden er een paar in de muur gekerfde woorden getoond: "SG WAS HERE". In 2002 besluit Jimmy het werkaanbod van Davis & Main af te slaan en beëindigt hij zijn advocatenpraktijk. Kim confronteert Jimmy vanwege zijn vreemde gedrag maar Jimmy is onvermurwbaar over het beëindigen van zijn advocatenpraktijk. In plaats daarvan haalt hij Kim over om hem te helpen een effectenhandelaar op te lichten door dure drankjes te laten bestellen en hem dan met de rekening te presenteren. Door deze ervaring is Kim helemaal opgetogen en gaat ze met Jimmy naar bed. Daniel ("Pryce") ontslaat Mike omdat hij van mening is dat hij geen lijfwacht meer nodig heeft. Nacho profiteert van Mike's afwezigheid om Pryce's echte naam en adres te achterhalen. Er wordt bij Pryce ingebroken en hij belt de politie. De politieagenten vinden de aard van de inbraak verdacht en doen verder onderzoek waardoor ze een lege verborgen ruimte achter de bank ontdekken. Nadat hij het werkaanbod van Davis & Main heeft heroverwogen besluit Jimmy om het toch te accepteren. |    |                     |                   |                                 |                   |                  |
| 12 | 2  | Cobbler             | Terry McDonough   | Gennifer Hutchison              | 22 februari 2016  |                  |
| |    |                     |                   |                                 |                   |                  |
| 13 | 3  | Amarillo            | Scott Winant      | Jonathan Glatzer                | 29 februari 2016  |                  |
| |    |                     |                   |                                 |                   |                  |
| 14 | 4  | Gloves Off          | Adam Bernstein    | Gordon Smith                    | 7 maart 2016      |                  |
| |    |                     |                   |                                 |                   |                  |
| 15 | 5  | Rebecca             | John Shiban       | Ann Cherkis                     | 14 maart 2016     |                  |
| |    |                     |                   |                                 |                   |                  |
| 16 | 6  | Bali Ha'i           | Michael Slovis    | Gennifer Hutchison              | 21 maart 2016     |                  |
| |    |                     |                   |                                 |                   |                  |
| 17 | 7  | Inflatable          | Colin Bucksey     | Gordon Smith                    | 28 maart 2016     |                  |
| |    |                     |                   |                                 |                   |                  |
| 18 | 8  | Fifi                | Larysa Kondracki  | Thomas Schnauz                  | 4 april 2016      |                  |
| |    |                     |                   |                                 |                   |                  |
| 19 | 9  | Nailed              | Peter Gould       | Peter Gould                     | 11 april 2016     |                  |
| |    |                     |                   |                                 |                   |                  |
| 20 | 10 | Klick               | Vince Gilligan    | Vince Gilligan & Heather Marion | 18 april 2016     |                  |
| |    |                     |                   |                                 |                   |                  |
| 21 | 1  | Mabel               | Vince Gilligan    | Vince Gilligan & Peter Gould    | 10 april 2017     |                  |
| |    |                     |                   |                                 |                   |                  |
| 22 | 2  | Witness             | Vince Gilligan    | Thomas Schnauz                  | 17 april 2017     |                  |
| |    |                     |                   |                                 |                   |                  |
| 23 | 3  | Sucks Costs         | John Shiban       | Gennifer Hutchison              | 24 april 2017     |                  |
| |    |                     |                   |                                 |                   |                  |
| 24 | 4  | Sabrosito           | Thomas Schnauz    | Jonathan Glatzer                | 1 mei 2017        |                  |
| |    |                     |                   |                                 |                   |                  |
| 25 | 5  | Chicanery           | Daniel Sackheim   | Gordon Smith                    | 8 mei 2017        |                  |
| |    |                     |                   |                                 |                   |                  |
| 26 | 6  | Off Brand           | Keith Gordon      | Ann Cherkis                     | 15 mei 2017       |                  |
| |    |                     |                   |                                 |                   |                  |
| 27 | 7  | Expenses            | Thomas Schnauz    | Thomas Schnauz                  | 22 mei 2017       |                  |
| |    |                     |                   |                                 |                   |                  |
| 28 | 8  | Slip                | Adam Bernstein    | Heather Marion                  | 5 juni 2017       |                  |
| |    |                     |                   |                                 |                   |                  |
| 29 | 9  | Fall                | Minkie Spiro      | Gordon Smith                    | 12 juni 2017      |                  |
| |    |                     |                   |                                 |                   |                  |
| 30 | 10 | Lantern             | Peter Gould       | Gennifer Hutchison              | 19 juni 2017      |                  |
| |    |                     |                   |                                 |                   |                  |
| 31 | 1  | Smoke               | Minkie Spiro      | Peter Gould                     | 6 augustus 2018   |                  |
| |    |                     |                   |                                 |                   |                  |
| 32 | 2  | Breathe             | Michelle MacLaren | Thomas Schnauz                  | 13 augustus 2018  |                  |
| |    |                     |                   |                                 |                   |                  |
| 33 | 3  | Something Beautiful | Daniel Sackheim   | Gordon Smith                    | 20 augustus 2018  |                  |
| |    |                     |                   |                                 |                   |                  |
| 34 | 4  | Talk                | John Shiban       | Heather Marion                  | 27 augustus 2018  |                  |
| |    |                     |                   |                                 |                   |                  |
| 35 | 5  | Quite a Ride        | Michael Morris    | Ann Cherkis                     | 3 september 2018  |                  |
| |    |                     |                   |                                 |                   |                  |
| 36 | 6  | Piñata              | Andrew Stanton    | Gennifer Hutchison              | 10 september 2018 |                  |
| |    |                     |                   |                                 |                   |                  |
| 37 | 7  | Something Stupid    | Deborah Chow      | Alison Tatlock                  | 17 september 2018 |                  |
| |    |                     |                   |                                 |                   |                  |
| 38 | 8  | Coushatta           | Jim McKay         | Gordon Smith                    | 24 september 2018 |                  |
| |    |                     |                   |                                 |                   |                  |
| 39 | 9  | Wiedersehen         | Vince Gilligan    | Gennifer Hutchison              | 1 oktober 2018    |                  |
| |    |                     |                   |                                 |                   |                  |
| 40 | 10 | Winner              | Adam Bernstein    | Thomas Schnauz                  | 8 oktober 2018    |                  |
| |    |                     |                   |                                 |                   |                  |